# Dysidea
Dysidea är ett släkte av svampdjur. Dysidea ingår i familjen Dysideidae.

## Bildgalleri

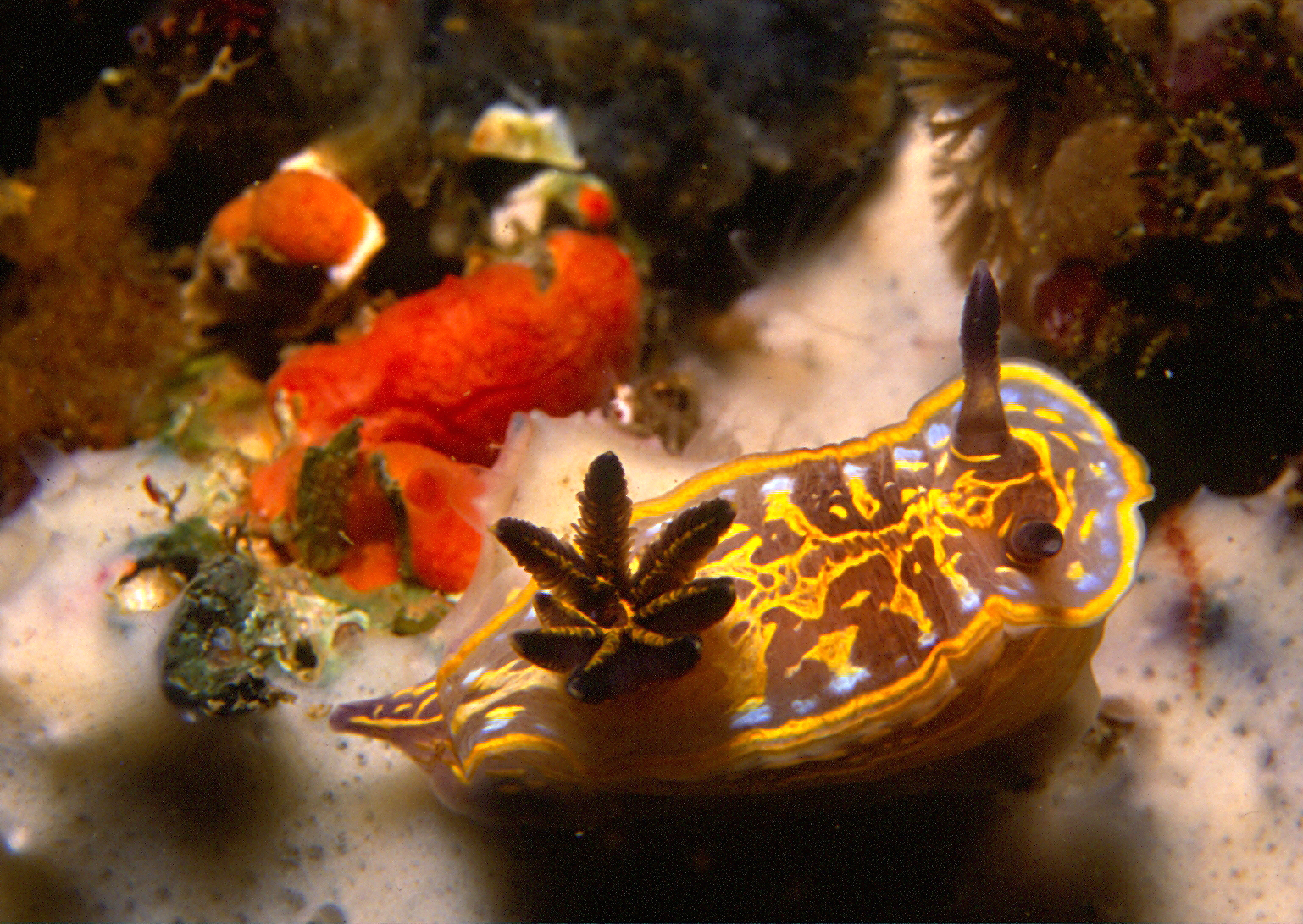
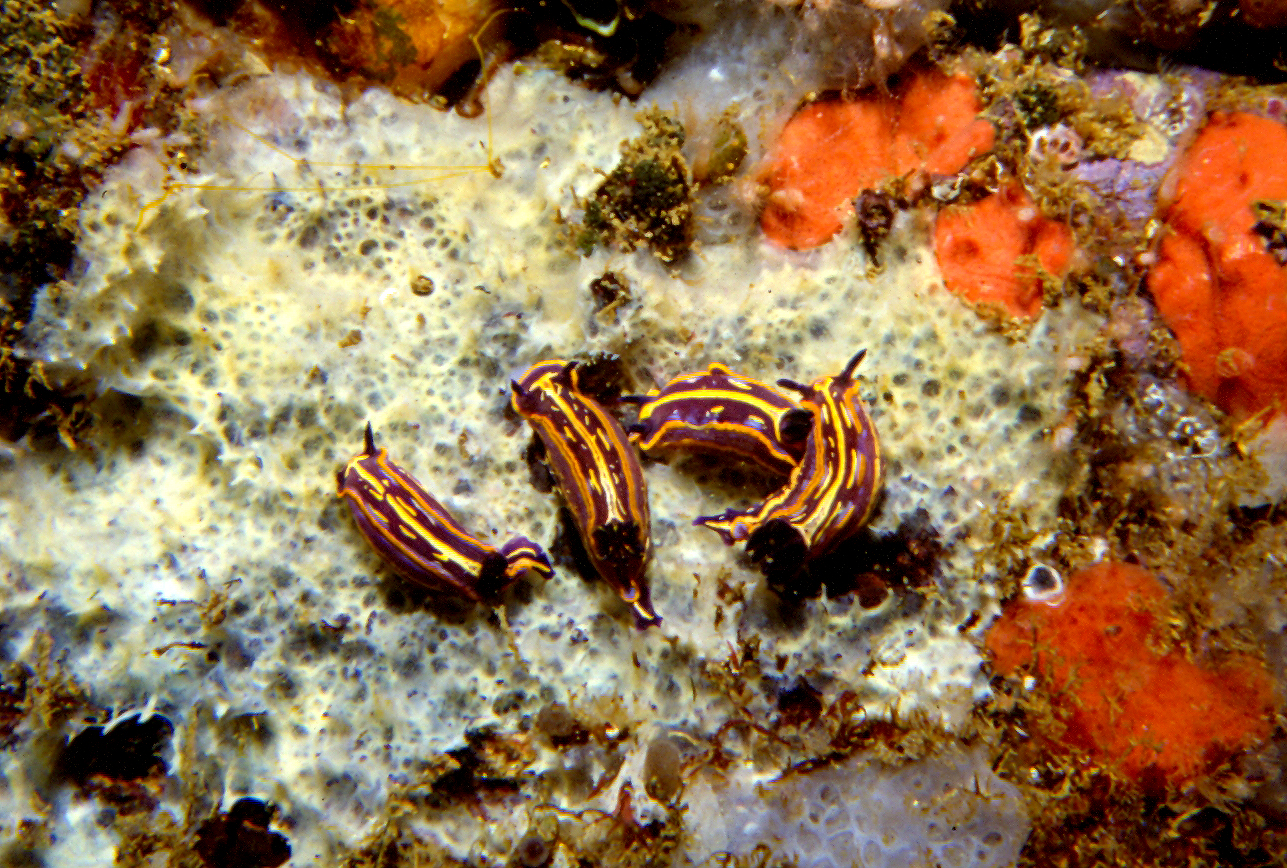
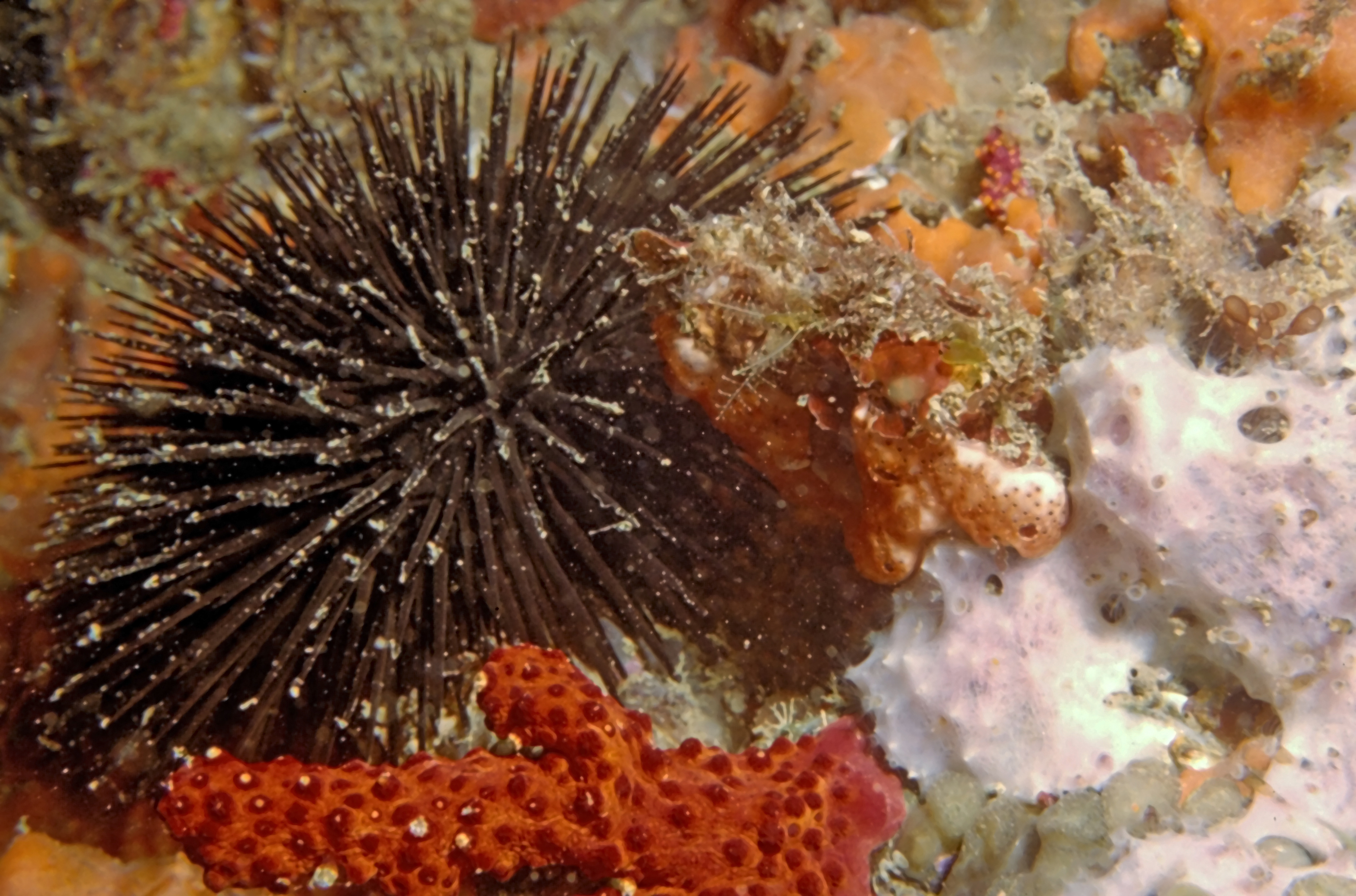

## Dottertaxa tillDysidea, i alfabetisk ordning[1][2]
- Dysidea aedificanda
- Dysidea alta
- Dysidea amblia
- Dysidea anceps
- Dysidea arenaria
- Dysidea avara
- Dysidea cacos
- Dysidea cana
- Dysidea chalinoides
- Dysidea chilensis
- Dysidea cinerea
- Dysidea conica
- Dysidea crassa
- Dysidea cristagalli
- Dysidea dakini
- Dysidea dendyi
- Dysidea digitifera
- Dysidea distans
- Dysidea dubia
- Dysidea elastica
- Dysidea elegans
- Dysidea enormis
- Dysidea etheria
- Dysidea fasciculata
- Dysidea flabellum
- Dysidea fragilis
- Dysidea frondosa
- Dysidea gracilis
- Dysidea granulosa
- Dysidea hirciniformis
- Dysidea horrens
- Dysidea implexa
- Dysidea incrustans
- Dysidea incrustata
- Dysidea janiae
- Dysidea laxa
- Dysidea ligneana
- Dysidea marshalli
- Dysidea minna
- Dysidea navicularis
- Dysidea nigrescens
- Dysidea oculata
- Dysidea pallescens
- Dysidea papillosa
- Dysidea perfistulata
- Dysidea ramoglomerata
- Dysidea ramosa
- Dysidea rhax
- Dysidea robusta
- Dysidea sagum
- Dysidea septosa
- Dysidea spiculifera
- Dysidea spiculivora
- Dysidea spinosa
- Dysidea tenuifibra
- Dysidea tubulata
- Dysidea tupha
- Dysidea variabilis
- Dysidea villosa